# Лесли Нилсен
Лесли Уилям Нилсен (на английски: Leslie William Nielsen) е известен канадски и американски актьор, комик.
Номиниран е за 2 награди „Еми“. Получава отличието "Орден на Канада" II степен. Участвал е в някои от най-успешните комедии в историята на киното като „Има ли пилот в самолета?“ (1980 г.) и трилогията „Голо оръжие“ (1988 – 94 г.). От 1988 г. има звезда на Холивудската алея на славата.

## Биография
Лесли Нилсен е роден на 11 февруари 1926 г. в Риджайна, Канада. Има по-голям брат Ерик Нилсен (1924 – 2008), който е канадски политик и адвокат, заемал длъжността вицепремиер на Канада от 1984 до 1986 г. Лесли има също така полубрат, Гилберт Нилсен от извънбрачна връзка на баща му. 
Калекото на Лесли, Жан Хершолт е бил също актьор, познат с участието си в радиопредаването "д-р Крисчън", по-късно адаптирано и към телевизията като сериал. През 1994 г. в статия от вестника The Boston Globe, Нилсен разказва: "Много рано научих, че когато споменавам калеко ми, хората ме гледаха сякаш съм най-големият лъжец на планетата. След като ги водех вкъщи и им показвах нагледно за какво говоря, нещата рязко се променяха. След което започнах да мисля, че актьорският бизнес всъщност не е лоша идея, колкото и да бях срамежлив, без кураж и смелост. Съжалявам, че не можах да опозная калеко по-добре, тъй като той почина малко след като се бях запознал вече с него."
Нилсен е живял известно време във форт Норман (сега Тулита) където баща му е бил част от Кралската канадска конна полиция. Баща му е бил груб и тираничен мъж, който е посягал на него, на брат му и на майка му, за което Лесли копнеел да избяга оттам. Завършва Victoria School of the Arts в Едмънтън. През 1943 г. едва 17-годишен е извикан на служба в Кралските канадски военновъздушни сили. Tъй като имал проблеми със слуха (през повечето време от живота си е носел слухово апаратче), но също бил и твърде млад за артилерист, затова до края на Втората световна война провеждал само учения за такъв. След войната работи за кратко като радиодиджей в Калгари, преди да се запише при Лорни Грийн в Academy of Radio Arts в Торонто. 
Докато учи в Торонто получава стипендия за Neighborhood Playhouse School of the Theatre (театралната школа в Ню Йорк), той разказва: "Не можех да откажа, но когато знаеш, че идваш от място пълно с гъски, лосове и вълна в един от най-големите градове в света, ти знаеш, че идваш и със селския си начин на държание. Докато си държах устата затворена, чувствах сигурност, но винаги мислех, че нещо ще стане и че няма да ме приемат, сякаш при първата ми думичка, и веднага щях да получа отговор от сорта на: "Събирай си багажа и се връщай от там, откъдето си дошъл... Не ставаш" 
Мести се в Ню Йорк и започва да учи в школата. По време на учението си играе в малки пиеси в лятното кино. Първата му телевизионна изява е през 1950 г., когато участва в епизод на американската драма "Studio One" заедно с Чарлтън Хестън, за която си роля получава само 75 долара (в днешно време 910 долара). 

#### Ранна кариера
Лесли Нилсен започва кариерата си с драматични роли през "Златните години на телевизията". Въпреки че взема участие в близо 46 предавания на живо, Нилсен разказва, че заплащането било доста малко, а и интересът към него също. През този период озвучава документални филми и често се появява по реклами, тъй като не получавал почти никакви покани за роли. 
През 1956 г. участва в "The Vagabond King" (Номадският крал) режисиран от Майкъл Къртис. Въпреки че филмът не пожънва успех, продуцентът Никълъс Найфак му предлага прослушване за роля в научнофантастичния филм "Forbidden Planet" (Забранената планета), след което Нилсен подписва договор с компанията Метро-Голдуин-Майер. 
"Забранената планета" постига изключителен успех, което му носи участие във филми като "Ransom" (1956 г.), "The Opposite Sex" (1956 г.) и "Hot Summer Night" (1957 г.). През 1957 г. печели главна роля, заедно с Деби Рейнълдс в романтичната комедия "Tammy and the Bachelor". Ролята, за която по-късно критик ще напише, че Нилсен се е представил като добър актьор и романтик. Въпреки успеха след тези филми, Нилсен все повече не е удовлетворен от ролите, които получава. След неразбирателство и размяна на реплики, Лесли напуска Метро-Голдуин-Майер, точно преди кастинга му за ролята на Месала във филма Бен-Хур.  
Нилсен започва да работи с Дисни, като получава главна роля във филма "The Swamp Fox" (1959–1961 г.) в ролята на Франсис Мериън, герой от американската революция. В интервю от 1988 г. споделя: "Работата в Дисни беше уникална, хората също. Те не правеха предаванията си както всички останали. Докато другите изкарваха на седмица по един епизод, в Дисни снимахме един епизод на месец, и въпреки това бюджета ни беше доста висок за онова време. Снимахме сцените на открито, а не в студио с евтин декор, както и костюмите ни бяха добре изработени." Сериалът има 8 епизода прожектирани между 1959 г. и 1961 г.   
Телевизионните му изяви включват също: "Justice", "Alfred Hitchcock Presents", "Voyage to the Bottom of the Sea", "Wagon Train", "Gunsmoke", "The Virginian" и "The Wild Wild West". През 1961 г. заема главна роля в криминалния сериал "The New Breed". През 1964 г. има малка епизодична роля в сериала "Daniel Boone". През 1968 г. отново има кратка роля в сериала "Hawaii Five-O". През 1969 г. играе главна роля като полицай в сериала "The Bold Ones: The Protectors", който приключва едва през 1970 г. със само 7 епизода.    
През 1972 г. се появява като капитан на кораб във филма "The Poseidon Adventure". През 1977 г. участва в екшън филма на Уилям Гърдлър "Project: Kill". После играе роля на корумпиран кмет във филма "City on Fire" излязъл през 1979 г. Като цяло през 70-те години играе основно второстепенни или поддържащи роли.    

#### Комедийни изяви: "Има ли пилот в самолета" и "Голо оръжие"
Ролята, която преобръща живота на Лесли Нилсен, е във филма "Има ли пилот в самолета" (1980 г.), режисиран от братята Зукър и Джим Ейбрахамс. Там играе като д-р Румак. Филмът включва и други известни актьори, всичките познати със драматичната си игра, като Робърт Стак, Питър Грейвс и Лойд Бриджис. Нилсен използва така нареченият "Остроумен хумор, сух хумор" (Deadpan), чрез който изказването ти може да бъде иронично, откровено, лаконично или очевидно непреднамерено без да показваш никаква емоция, докато го правиш в нелепа ситуация. Репликата "Напълно сериозен съм и не ме наричайте Шърли" Нилсен споделя в няколко интервюта: "Знаех, че е забавна, но не знаех, че ще се превърне в запазена марка...". Лесли казва също, че е благодарен и за него е било чест точно той да каже тази реплика. През 2010 г. репликата му е включена под номер 79 в "Топ 100 филмови реплики" от Американския филмов институт. Включен е и в още няколко международни класации, а през 2008 г. "Има ли пилот в самолета" е включен в "ТОП 10 класация на най-добри филми за всички времена".
След успеха на "Има ли пилот в самолета" през 1982 г. братята Зукър и Джим Ейбрахамс решават да включат Лесли Нилсен в техния сериал - "Police Squad", като в него той заема главна роля и играе като Франк Дребин, лейтенант от полицейския отряд, занимаващ се с разследване на престъпления. Сериалът е базиран на криминалната драма "M Squad" от 50-те години. Въпреки сюжета на сериала и добрата оценка на публиката, телевизията ABC излъчва само 6 епизода, след което сериалът е свален. Президентът на ABC Тони Томопулос дава като причина за свалянето на сериала: "Твърде многото внимание, което зрителят трябва да отдели за да схване хумора в него...", по-късно определено като "Най-малоумният аргумент за свалянето на сериал" от списание "TV Guide". Въпреки свалянето на сериала, Нилсен получава номинация за награда „Еми“ за изключителна главна мъжка роля в комедиен сериал. Втората му номинация е през 1989 г. за изключителен гостуващ актьор в комедиен сериал за участието му в "Ден след ден" - "Day by Day" като Джак Харпър, излъчван по NBC.         
6 години след "Police Squad" филмът "The Naked Gun: From the Files of Police Squad" (1988 г.) връща отново Нилсен на екрана като Франк Дребин. Този път търсещ улики за безскрупулния наркобос упражняващ хипноза върху невинни хора, които да убият пристигналата на посещение Кралица Елизабет II. Главен заподозрян е Винсент Лудвиг, богат бизнесмен. Междувременно Дребин се влюбва в асистентката му Джейн Спенсър. Тя не знае нищо за плановете на Лудвиг, и след прекарана нощ с Франк тя решава да му помогне. Филмът печели над 78 млн. долара и е високо оценен от критиците.      
След като става хит, разбира се следва 2 и 3 част – "The Naked Gun 2½: The Smell of Fear" (1991 г.) и "The Naked Gun 33⅓: The Final Insult" (1994 г.). Втората част от поредицата става дори още по-известна като изкарва на боксофис близо 87 млн. долара. Третата част от поредицата изкарва около 51 млн. долара. Нилсен очаквал и четвърта част от поредицата, но през 2005 г. споделя, че: "Предполагам, че досега щом нямаше продължение, е изключено занапред да има...".    
С нарастването на популярността на трилогията през 1994 г. Лесли Нилсен и колегата му от "Голо оръжие" Джордж Кенеди са наети от Световната федерация по кеч като частни детективи, които трябвало да разплетат мистерията около изчезването на Гробаря от януарското събитие Royal Rumble. Всичко това е направено с цел шоу. Двамата били върху случай(буквално са стъпили върху него) за откриването на Гробаря. За жалост случаят е приключен след като той се появява зад тях в димна завеса. През 1990 г. е рекламно лице на Red Rock Cider в персонажа си като Франк Дребин.      
През 80-те години се снима и в още няколко филма, които не са комедии. Такива са "Prom Night" (1980 г.) и "Creepshow" (1982 г.), и двата са хорър филми, след което през 1986 г. има роля във филма "Soul Man". Може би последната му драматична роля е на Алън Грийн във филма "Nuts" (1987 г.)                    

#### Кариера след 1990-та година
След големият успех на "Има ли пилот в самолета" и "Голо оръжие" Нилсен продължава да участва във филми от подобен жанр. Такива са "Repossessed" (1990 г.) и "2001: A Space Travesty" (2001 г.). И двата филма са пародии на "The Exorcist" (1973 г.) и "2001: A Space Odyssey" (1968 г.). Въпреки комедийният сюжет, и двата филма получават лоша оценка от критиците. Филмът "Dracula: Dead and Loving it" (1995 г.) дори не успява да генерира достатъчно приходи, за да покрие разходите по филма (само за справка, във филма са вложени 30 млн. долара, от които са възвърнати само 10 млн. долара на боксофис). Същата съдба имат и филмите "Spy Hard" (1996 г.) и "Wrongfully Accused" (1998 г.).    
Участва в още две комедии – "Surf Ninjas" (1993 г.) и "Mr. Magoo" (1997 г.). Част от критиците са разочаровани, че на Лесли Нилсен е дадена толкова кратка и незначителна роля в "Surf Ninjas". Филмовият критик Крис Хикс препоръчва на зрителите: "Избягвайте комедии, където участва Лесли Нилсен, извън трилогията на Голо оръжие". Джеф Милър от вестника "Houston Chronicle" също отправя критика към филма "Mr. Magoo" казвайки: "Предполагам, че трябва да дам препоръка за филма г-н Магу, но се опасявам, че единствената такава е филмът да бъде заснет наново".     
По-големият му успех идва с ролята на президента Харис във филмите "Scary Movie 3" (2003г.) и "Scary Movie 4" (2006 г.). За първи път насам от трилогията "Голо оръжие" Лесли Нилсен играе в продължение на филми. Когато Нилсен излиза чисто гол в сцена на "Scary Movie 4", един от критиците определя тази сцена като: "Най-страшното нещо, което е виждал" в поредицата "Scary Movie".      

#### Продуцентство
Нилсен също продуцира голф видеата си, които разбира се са направени изцяло несериозно и с типичния за него хумор. Започвайки от "Bad Golf Made Easier" (1993 г.) заедно с продълженията му – "Bad Golf My Way" (1994 г.) и "Stupid Little Golf Video" (1997 г.). Лесли също така е съавтор на автобиографията си със заглавие "The Naked Truth". Книгата представя него в светлината на голям актьор с дълго минало, написана по типичния абсурден начин, който участва и във филмите "Голо оръжие". Участва и още в соло представление като Кларънс Дароу. Озвучава анимационният детски сериал "Zeroman" (2004 г.). Взема участие и в маратона на CBS, където играе в предавания като "The Price Is Right", "Let's Make a Deal", "Beat the Clock" и "Press Your Luck". Спечелените пари дарява за благотворителност.     

#### Последни години
В началото на февруари 2007 г., Нилсен играе малка роля на доктор в шоуто с образователна цел "Doctor*Ology", където са показани нагледно медицински техники и технологии, модерно медицинско оборудване и др, представено по забавен и интересен начин, излъчвано по Дискавъри Ченъл. Нилсен споделя: "Има много неща, които човек може да бъде на тази планета. Аз лично, ако не бях актьор, бих искал да стана астронавт или доктор. Е, за мен беше чест да бъда доктор, макар и за малко. Просто думи няма, с които да опиша благодарността си...". Същата година играе и в "Music Within". 
През 2008 г. участва във филма "Superhero Movie" като чичо Албърт. Играе и в пародията "An American Carol", продуцирана и режисирана от Дейвид Зукър. Снима се и в "Stan Helsing" (2009 г.). Същата година се появява още един път като доктор в испанския филм "Spanish Movie". В края на кариерата му можем да кажем, че Нилсен се е снимал в повече от 100 филма, 1500 епизода на сериали, и изиграл повече от 220 персонажа. 

#### Смърт
Ноември месец 2010 г. е приет в Holy Cross Hospital, Форт Лодърдейл, Флорида с пневмония. На 28 ноември племенникът му Дъг Нилсен съобщава на медиите, че на 84-годишна възраст, в 5:30 сутринта е починал в съня си, заобиколен от семейство и приятели. Погребан е в гробището Евъргрийн, Форт Лодърдейл. 

## Личен живот
Лесли Нилсен се е женил четири пъти: Моника Бойър (1950-1956 г.), Ализанде Улман (1958-1973 г.), Брукс Оливър (1981-1983 г.) и Барбара Ърл (2001-2010 г.). Има 2 дъщери от втория си брак – Мора и Теа Нилсен. 
Обичал да играе голф. Той даже се шегувал: "Бих искал да запазя сегашния си статут на звезда, какъвто и да е той, за да продължават да ме канят по турнаменти, иначе някакви по-големи амбиции към голфа нямам...". Също така се шегувал и с пърдящата си машина по време на интервюта, след което обичал да казва: "Let'er rip", което в буквален превод означава "Да пръднеш". 
В последните си години от живота, Нилсен и неговата жена Барбара обичали да отсядат или в къщата си във Форт Лодърдейл или в Парадайз Вали, Аризона.  

## Избрана филмография
| Година    | Филм                                       | Оригинално заглавие                            | Роля                                     | Режисьор                                | Бележки         |
| --------- | ------------------------------------------ | ---------------------------------------------- | ---------------------------------------- | --------------------------------------- | --------------- |
| 1950      | Студио Едно                                | Studio One                                     | д-р Клейбърн                             | Флечър Маркъл                           | 14 епизода      |
| 1956      | Откупът!                                   | Ransom!                                        | Чарли Телфър                             | Алекс Сегал                             |                 |
| 1956      | Забранената планета                        | Forbidden Planet                               | Командир Джон Джей Адамс                 | Фред Маклеод Уилкокс                    |                 |
| 1956      | Номадският крал                            | The Vagabond King                              | Тибо                                     | Майкъл Къртис                           |                 |
| 1956      | Противоположният пол                       | The Opposite Sex                               | Стивън Хилиард                           | Дейвид Милър                            |                 |
| 1957      | Гореща лятна нощ                           | Hot Summer Night                               | Уилям Джоел Партън                       | Дейвид Фрейдкин                         |                 |
| 1957      | Тами и ергенът                             | Tammy and the Bachelor                         | Питър Брент                              | Джоузеф Певни                           |                 |
| 1958      | Пастирът                                   | The Sheepman                                   | Полковник Стивън Бедфорд / Джони Бледсоу | Джордж Маршал                           |                 |
| 1959-1961 | Блатната лисица                            | The Swamp Fox                                  | Франсис Мериън                           | Луис Кинг                               |                 |
| 1961-1962 | Новото поколение: Ченгета                  | The New Breed                                  | Лейтенант Прайс Адамс                    | Ханк Сърлс                              |                 |
| 1964      | Нощният влак до Париж                      | Night Train to Paris                           | Алън Холидей                             | Робърт Дъглас                           |                 |
| 1964      | Вижте как бягат                            | See How They Run                               | Елиът Грийн                              | Дейвид Рич                              |                 |
| 1965      | Харлоу                                     | Harlow                                         | Ричард Мейнли                            | Гордън Дъглас                           |                 |
| 1965      | Неканен гост                               | Dark Intruder                                  | Брет Кингсфорд                           | Харви Харт                              |                 |
| 1966      | Провинциалистът                            | The Plainsman                                  | Полковник Джордж Армстронг Кастър        | Дейвид Рич                              |                 |
| 1966      | Семейна чест                               | Beau Geste                                     | Лейтенант де Рюж                         | Дъглас Хайс                             |                 |
| 1967      | Кодово име: Хераклит                       | Code Name: Heraclitus                          | Фрайър                                   | Джеймс Голдстоун                        |                 |
| 1967      | Престрелка в Абилен                        | Gunfight in Abilene                            | Грант Евърс                              | Уилям Хейл                              |                 |
| 1967      | Неохотният астронавт                       | The Reluctant Astronaut                        | Майор Фред Джейфорд                      | Едуард Монтен                           |                 |
| 1967      | Роузи!                                     | Rosie!                                         | Кейбът Шоу                               | Дейвид Рич                              |                 |
| 1967      | Контрапункт                                | Counterpoint                                   | Виктор                                   | Ралф Нелсън                             |                 |
| 1968      | Мракът над Елверън                         | Shadow Over Elveron                            | Върн Дроувър                             | Джеймс Голдстоун                        |                 |
| 1968      | Дейтън и неговите дяволи                   | Dayton's Devils                                | Франк Дейтън                             | Джак Шей                                |                 |
| 1968      | Терапия за убийци                          | Companions in Nightmare                        | д-р Нийсдън                              | Норман Лойд                             |                 |
| 1969      | Пробна гонка                               | Trial Run                                      | Джейсън Харкнес                          | Уилиям Греъм                            |                 |
| 1969      | Как да сключим брак                        | How to Commit Marriage                         | Фил Флечър                               | Норман Панама                           |                 |
| 1969      | Трансплантацията                           | Change of Mind                                 | Шериф Уеб                                | Робърт Стивънс                          |                 |
| 1969      | Мексикански разбойник                      | Four Rode Out                                  | г-н Браун                                | Джон Пейзър                             |                 |
| 1969-1970 | Неустрашимите: Пазителите на реда          | The Bold Ones: The Protectors                  | Сам Данфорт                              | Дарил Дюк Ърнест Джонсън                |                 |
| 1970      | Нощните бродници                           | Night Slaves                                   | Шериф Хеншоу                             | Тед Пост                                |                 |
| 1970      | Морски изследователи                       | The Aquarians                                  | Специалист                               | Дон Макдугъл                            |                 |
| 1970      | Паметта на Хаузер                          | Hauser's Memory                                | Джоузеф Слотър                           | Борис Сагал                             |                 |
| 1971      | Инцидент в Сан Франциско                   | Incident in San Francisco                      | Лейтенант Брубейкър                      | Дон Медфорд                             |                 |
| 1971      | Възкръсването на Закари Уилър              | The Resurrection of Zachary Wheeler            | Хари Уолш                                | Боб Уин                                 |                 |
| 1971      | Наричат го убийство                        | They Call It Murder                            | Франк Антрим                             | Уолтър Грауман                          |                 |
| 1972      | Завръщането на Чарли Чен                   | The Return of Charlie Chan                     | Александър Хадрачи                       | Дарил Дюк Лесли Мартинсън               |                 |
| 1972      | Приключението на Посейдон                  | The Poseidon Adventure                         | Капитан Харисън                          | Роналд Нейм                             |                 |
| 1972-1973 | Изследователите                            | The Explorers                                  | Разказвач                                |                                         | 22 епизода      |
| 1973      | Отвлечени                                  | Snatched                                       | Бил Сутър                                | Сътън Роули                             |                 |
| 1973      | Писмата                                    | The Letters                                    | Дерек Чайлдс                             | Пол Красни Джийн Нелсън                 |                 |
| 1973      | Аманда Фалън                               | Amanda Fallon                                  | г-н Къмингс                              | Джак Леърд                              |                 |
| 1973      | ...и милиони умряха!                       | ...and Millions Die!                           | Джак Галахър                             | Лесли Мартинсън                         |                 |
| 1974      | Може ли Елън да бъде спасена?              | Can Ellen Be Saved?                            | Арнолд Линдзи                            | Харви Харт                              |                 |
| 1976      | Бринкс: Големият обир                      | Brinks: The Great Robbery                      | Агент Норман Хюстън                      | Марвин Чомски                           |                 |
| 1976      | Проект: Убийство                           | Project: Kill                                  | Джон Тревър                              | Уилям Гърдлър                           |                 |
| 1976      | Свидетелите                                | Grand Jury                                     | Джон Уилямс                              | Кристофър Кейн                          |                 |
| 1977      | Денят на животните                         | Day of the Animals                             | Пол Дженсън                              | Уилям Гърдлър                           |                 |
| 1977      | Клопка                                     | Viva Knievel!                                  | Стенли Милърд                            | Гордън Дъглас                           |                 |
| 1977      | Убийство в Амстердам                       | The Amsterdam Kill                             | Райли Найт                               | Робърт Клаус                            |                 |
| 1977      | Писателката и бездомника                   | Sixth and Main                                 | Джон Доу                                 | Кристофър Кейн                          |                 |
| 1978      | Изгубеният патрул                          | The Dawson Patrol                              | Разказвач                                | Питър Кели                              |                 |
| 1978      | Малката Мо                                 | Little Mo                                      | Нелсън Фишър                             | Даниел Хелър                            |                 |
| 1979      | Институт за отмъщения                      | Institute for Revenge                          | Съветникът Холис Бърнс                   | Кен Анакин                              |                 |
| 1979      | Риел                                       | Riel                                           | Кметът Кройзър                           | Джордж Блумфийлд                        |                 |
| 1979      | Град в пламъци                             | City on Fire                                   | Кметът Уилиям Дъдли                      | Алвин Раков                             |                 |
| 1980      | OHMS                                       | OHMS                                           | Губернатор                               | Дик Лоури                               |                 |
| 1980      | Има ли пилот в самолета?                   | Airplane!                                      | д-р Румак                                | Дейвид Зукър Джери Зукър Джим Ейбрахамс |                 |
| 1980      | Балната нощ                                | Prom Night                                     | г-н Хамънд                               | Пол Линч                                |                 |
| 1980      | Нощта в която мостът падна                 | The Night the Bridge Fell Down                 | Пол Уорън                                | Георг Фенади                            |                 |
| 1981      | Съществото                                 | The Creature Wasn't Nice                       | Капитан Джеймисън                        | Брус Кимъл                              |                 |
| 1982      | Среднощен театър                           | Twilight Theatre                               | Гостуващ                                 | Пери Роузмънд                           |                 |
| 1982      | Неправилното е правилно                    | Wrong Is Right                                 | Мелъри                                   | Ричард Брукс                            |                 |
| 1982      | Шоу на ужаса                               | Creepshow                                      | Ричард Викърс                            | Джордж Ромеро                           |                 |
| 1982      | Полицейски отряд                           | Police Squad!                                  | Франк Дребин                             | Дейвид Зукър Джери Зукър Джим Ейбрахамс | 6 епизода       |
| 1983      | Светлината на блуждаещия огън              | Foxfire Light                                  | Рийс Морган                              | Алън Бейрън                             |                 |
| 1985      | Безразсъдно пренебрежение                  | Reckless Disregard                             | Боб Франклин                             | Харви Харт                              |                 |
| 1985      | Остриета в Хонконг                         | Blade in Hong Kong                             | Хари Ингърсоу                            | Реза Бадий                              |                 |
| 1985      | Планината на Страйкър                      | Striker's Mountain                             | Джим Маккай                              | Алън Саймъндс                           |                 |
| 1986      | Патриотът                                  | The Patriot                                    | Адмирал Фрайзър                          | Франк Харис                             |                 |
| 1986      | Мъж с дух                                  | Soul Man                                       | г-н Дънбар                               | Стийв Майнър                            |                 |
| 1987      | Нощна палка                                | Nightstick                                     | Тад Еванс                                | Джоузеф Сканлън                         |                 |
| 1987      | Фатална изповед: Загадката на отец Даулинг | Fatal Confession: A Father Dowling Mystery     | Сенатор Ердън                            | Кристофър Хиблър                        |                 |
| 1987      | Домът е там, където е имението Харт        | Home Is Where the Hart Is                      | Шериф Шварц                              | Рекс Бромфийлд                          |                 |
| 1987      | Ярост                                      | Nuts                                           | Алън Грийн                               | Мартин Рит                              |                 |
| 1988      | Опасни криви                               | Dangerous Curves                               | Грег Кривски                             | Дейвид Луис                             |                 |
| 1988      | Голо оръжие                                | The Naked Gun: From the Files of Police Squad! | Лейтенант Франк Дребин                   | Дейвид Зукър                            |                 |
| 1988-1989 | Ден след ден                               | Day by Day                                     | Джак Харпър                              | Уил Маккензи / други                    | 1 епизод        |
| 1989      | Малката Емили и драконът                   | The Railway Dragon                             | Разказвач                                | Хилари Филипс Джералд Трип              |                 |
| 1990      | Отново обладана                            | Repossessed                                    | Отец Джебедая Мей                        | Боб Логан                               |                 |
| 1991      | Вечерното шоу на Крофт                     | Krofft Late Night                              | Лесли Питърс                             | Рик Лок                                 |                 |
| 1991      | Голо оръжие 2 и 1/2                        | The Naked Gun 2½: The Smell of Fear            | Лейтенант Франк Дребин                   | Дейвид Зукър                            |                 |
| 1991      | Коледно желание                            | All I Want for Christmas                       | Дядо Коледа                              | Робърт Либерман                         |                 |
| 1991      | Възможността на живота                     | Chance of a Lifetime                           | Лойд Диксън                              | Джонатан Сангър                         | ТВ филм         |
| 1992      | Златните момичета                          | The Golden Girls                               | Лукас                                    |                                         | 1 епизод        |
| 1993      | Сърф нинджи                                | Surf Ninjas                                    | Полковник Чи                             | Нийл Израел                             |                 |
| 1993      | Дайгър                                     | Digger                                         | Артур Евренсъл                           | Роб Търнър                              |                 |
| 1994      | Голо оръжие 33 и 1/3: Последният удар      | Naked Gun 33⅓: The Final Insult                | Лейтенант Франк Дребин                   | Питър Сегал                             |                 |
| 1994      | Мъпетите: Направо ме подлудява             | The Muppets: She Drives Me Crazy               | Лесли Нилсен                             | Джеймс Юкич                             | Музикално видео |
| 1994      | Древен Рим: 2000 и половина години         | S.P.Q.R. 2000 e 1/2 anni fa                    | Лусио Чинико                             | Карло Ванцина                           |                 |
| 1995      | Хлапе под наем                             | Rent-a-Kid                                     | Хари Хъбърт                              | Фред Гербер                             |                 |
| 1995      | Коледната елха на г-н Уилоуби              | Mr. Willowby's Christmas Tree                  | Бакстър                                  | Джон Стоун                              |                 |
| 1995      | Дракула: мъртъв и доволен                  | Dracula: Dead and Loving It                    | Граф Дракула                             | Мел Брукс                               |                 |
| 1996      | Шпионирай трудно                           | Spy Hard                                       | Дик Стил                                 | Рик Фридбърг                            |                 |
| 1996      | Харви                                      | Harvey                                         | д-р Чъмли                                | Джордж Шефър                            |                 |
| 1997      | Семеен план                                | Family Plan                                    | Хари Хъбърт                              | Фред Гербер                             |                 |
| 1997      | Господин Магу                              | Mr. Magoo                                      | г-н Магу                                 | Стенли Тонг                             |                 |
| 1998      | Несправедливо обвинен                      | Wrongfully Accused                             | Райън Харисън                            | Пат Профт                               |                 |
| 1999      | Кутрета огнеборци                          | Pumper Pups                                    | Буумър (озвучава)                        | Джералд Трип                            | 13 епизода      |
| 2000      | 2001: Космически щуротии                   | 2001: A Space Travesty                         | Ричард Дикс                              | Алън Голдщайн                           |                 |
| 2000      | Дядо Кой?                                  | Santa Who?                                     | Дядо Коледа                              | Уилям Диър                              |                 |
| 2001      | Камуфлаж                                   | Camouflage                                     | Джак Потър                               | Джеймс Кийч                             |                 |
| 2001      | Там, на север                              | Chilly Dogs                                    | Клив Тортън                              | Боб Спайърс                             |                 |
| 2002      | Чистачите                                  | Men with Brooms                                | Гордън Кътър                             | Пол Грос                                |                 |
| 2003      | Страшен филм 3                             | Scary Movie 3                                  | Бакстър Харис – президент на САЩ         | Дейвид Зукър                            |                 |
| 2004      | Лешникотрошачката и кралят на мишките      | The Nutcracker and the Mouse king              | Кралят на мишките (озвучава)             | Татяна Илина Майкъл Джонсън             |                 |
| 2004-2005 | Зиромен                                    | Zeroman                                        | Лес Мътън (озвучава)                     | Крис Рой Стейси Ебершлаг                | 13 епизода      |
| 2006      | Страшен филм 4                             | Scary Movie 4                                  | Бакстър Харис – президент на САЩ         | Дейвид Зукър                            |                 |
| 2007      | Музиката отвътре                           | Music Within                                   | Бил Остин                                | Стивън Сейуелич                         |                 |
| 2007      | Доктор*ология                              | Doctor*ology                                   | Доктор                                   | Изабел Рива                             |                 |
| 2007      | Липшиц спасява света                       | Lipshitz Saves the World                       | Лесли Нилсен                             | Крис Къч                                |                 |
| 2008      | Супергеройски филм                         | Superhero Movie                                | чичо Албърт Адамс                        | Крейг Мейзин                            |                 |
| 2008      | Американска приказка                       | An American Carol                              | Дядо / Осама бин Нилсен                  | Дейвид Зукър                            |                 |
| 2008      | Удар със стик 3: Младежката лига           | Slap Shot 3: The Junior League                 | Кметът на Чарлстаун                      | Ричард Мартин                           |                 |
| 2009      | Стан Хелсинг                               | Stan Helsing                                   | Кей                                      | Бо Дзенга                               |                 |
| 2009      | Испански филм                              | Spanish Movie                                  | д-р Нилсен                               | Хавиер Калдера                          |                 |